# Mimizan
Mimizan (gaskonsko Mamisan) je letoviško naselje in občina v jugozahodnem francoskem departmaju Landes regije Akvitanije. Leta 2009 je naselje imelo 7.000 prebivalcev.

## Geografija
Kraj, imenovan tudi « Biser Srebrne obale » (Perle de la Côte d'Argent) leži v pokrajini Gaskonji ob izlivu 7 km dolge priobalne reke Courant de Mimizan v Biskajski zaliv, 76 km severozahodno od Mont-de-Marsana in 87 km jugozahodno od Bordeauxa. Središče občine, Mimizan-Bourg, se nahaja južno od 8 metrov globokega in 3,32 km² velikega jezera Étang d'Aureilhan, na višini 11 metrov nad morjem. Obalni del pripada letovišču Mimizan-Plage.  

## Uprava
Mimizan je sedež istoimenskega kantona, v katerega so poleg njegove vključene še občine Aureilhan, Bias, Mézos, Pontenx-les-Forges in Saint-Paul-en-Born z 11.759 prebivalci (v letu 2009).
Kanton Mimizan je sestavni del okrožja Mont-de-Marsan.

## Zanimivosti
- zvonik, edini ostanek nekdanje Marijine cerkve iz 11. do 13. stoletja, je kot francoski del Jakobove poti od leta 2000 uvrščen na Unescov seznam svetovne kulturne dediščine.
- neogotska cerkev Marijinega Vnebovzetja, Mimizan-Bourg, iz začetka 90. let 19. stoletja,
- priobalne sipine in močvirja južno in severno od letoviškega dela naselja, na seznamu Nature 2000.

## Promet
- Na ozemlju občine se nahaja turistično letališče Mimizan (Aérodrome Assolant-Lefèvre-Lotti), zgrajeno v letih 1969/70.

## Pobratena mesta
- Old Orchard Beach (Maine, Združene države Amerike);